# Pterolonche benesignata
Pterolonche benesignata is een vlinder uit de familie van de Pterolonchidae. De wetenschappelijke naam van de soort is voor het eerst geldig gepubliceerd in 1914 door Rebel.